# Pseudacris brimleyi
Pseudacris brimleyi es una especie de anfibio anuro distribuido por el este de los Estados Unidos. Su natural hábitat son los bosques templados, ríos, ríos intermitentes, pantanos de agua dulce intermitentes, manantiales de agua dulce, estanques , excavaciones abiertas, y los canales y acequias. Está amenazado por pérdida de hábitat .